# Thorsminde
Thorsminde is een plaats in de Deense regio Midden-Jutland, gemeente Holstebro, en telt 442 inwoners (2007).
De vissersplaats ligt op een landengte aan de Noordzee en het Nissum Fjord.

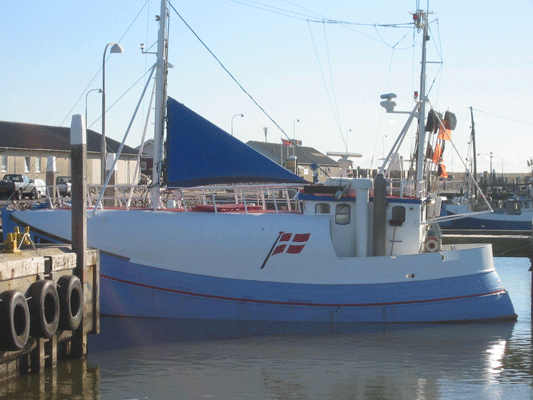
Haven van Thorsminde
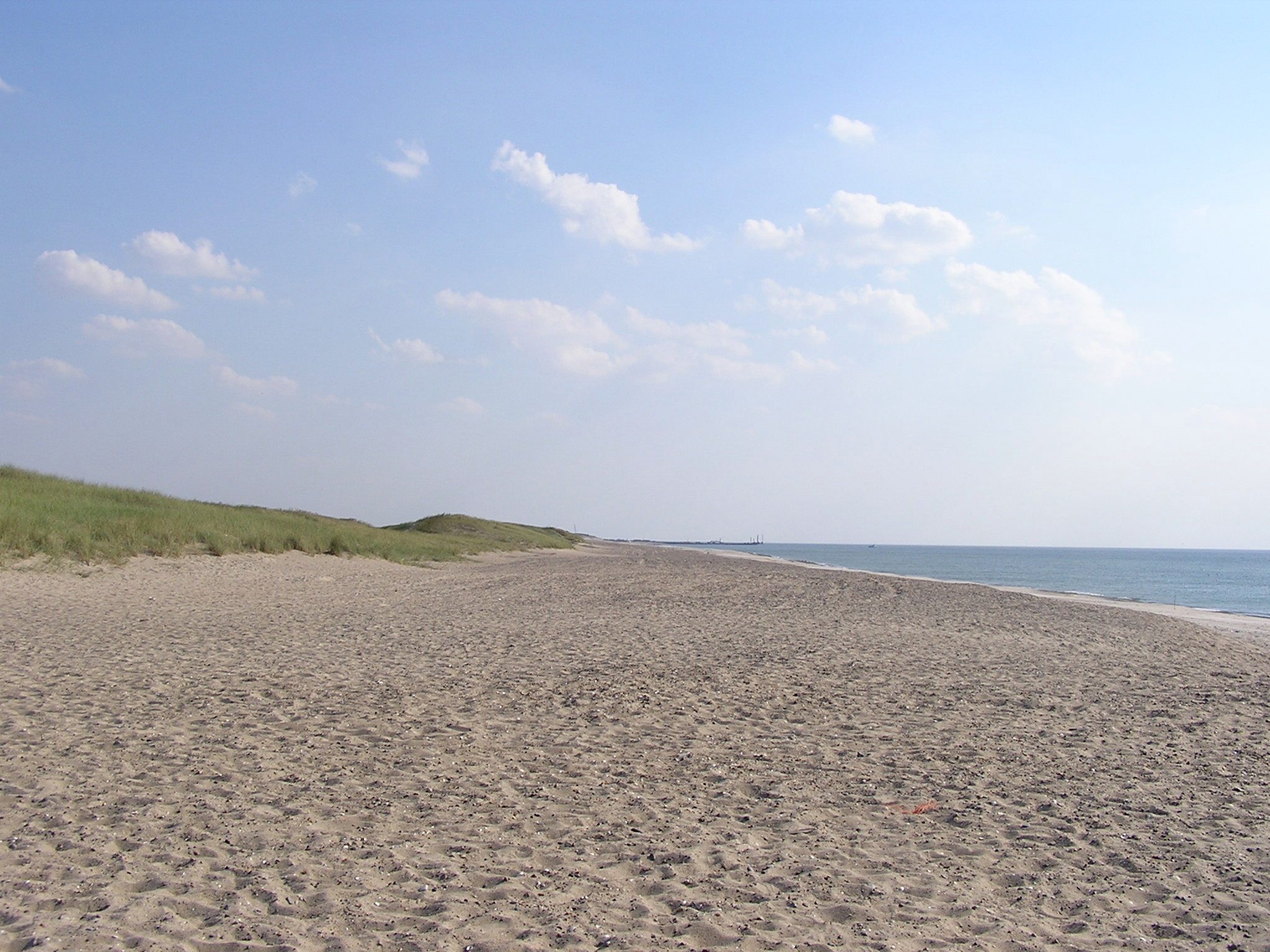
Strand van Thorsminde
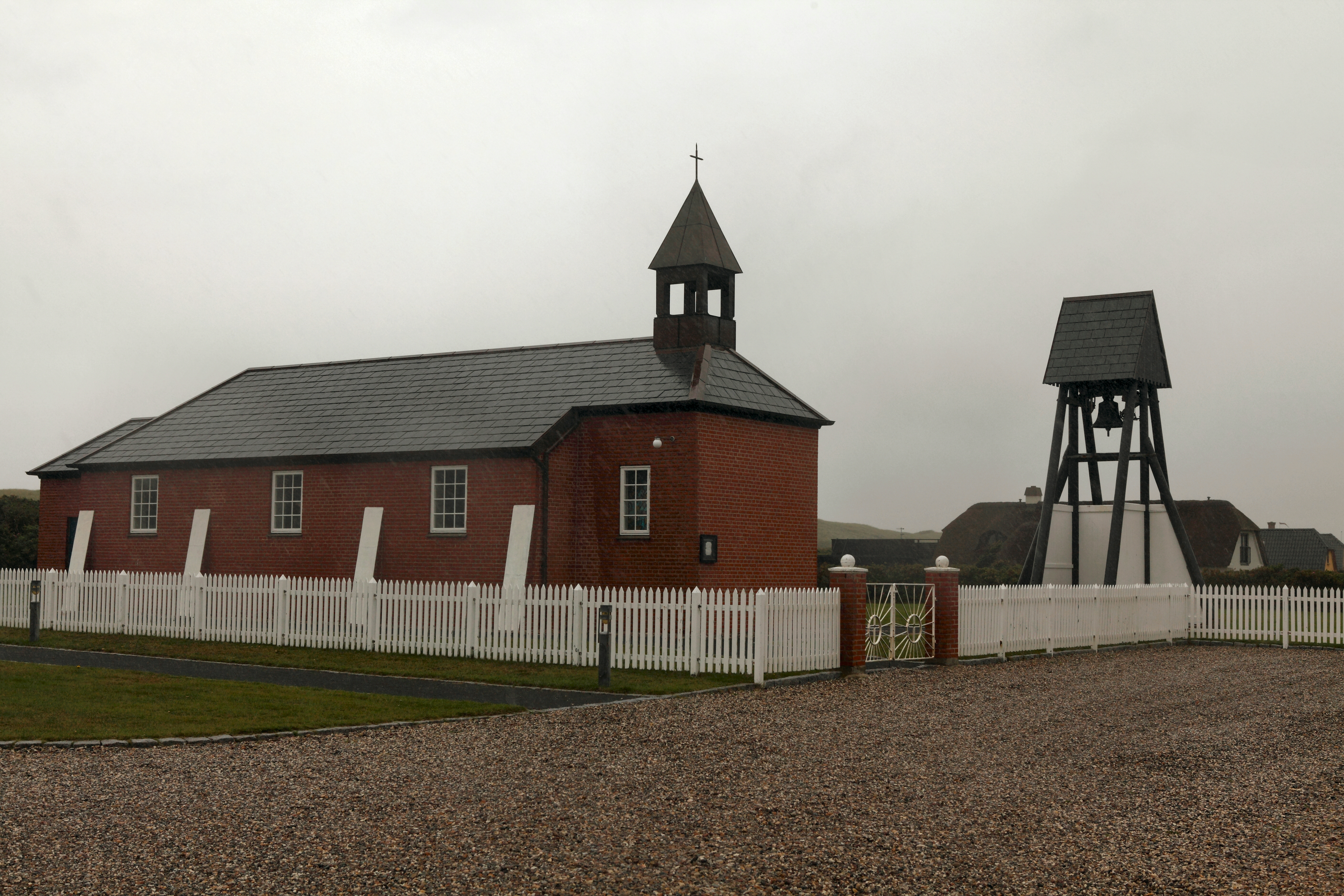
Kerk van Thorsminde

- Virtual International Authority File: 240071687